# Amath Faye
Pour les articles homonymes, voir Faye.
Amath Bassir Faye (né le 3 février 1996) est un athlète sénégalais, spécialiste du saut en longueur et du triple saut.

## Biographie
Amath Faye remporte la médaille de bronze du concours de saut en longueur aux championnats d'Afrique 2022 à Saint-Pierre.

## Palmarès
| Date | Compétition                     | Lieu         | Résultat | Épreuve          | Marque     |
| ---- | ------------------------------- | ------------ | -------- | ---------------- | ---------- |
| 2022 | Championnats d'Afrique          | Saint-Pierre | 3e       | Saut en longueur | 7,70 m (w) |
| 2022 | Jeux de la solidarité islamique | Konya        | 3e       | Triple saut      | 16,16 m    |
| 2023 | Jeux de la Francophonie         | Kinshasa     | 2e       | Triple saut      | 16,61 m    |
| 2024 | Jeux africains                  | Accra        | 2e       | Triple saut      | 16,24 m    |